# Andělice
Andělice (německy Engelsdorf) jsou malá vesnice, část obce Dolany v okrese Klatovy v Plzeňském kraji. Nachází se asi čtyři kilometry jižně od Dolan. V roce 2011 zde trvale žilo dvacet obyvatel.
Andělice leží v katastrálním území Svrčovec o výměře 4,91 km².

## Historie
První písemná zmínka o vesnici pochází z roku 1752.

## Obyvatelstvo
| Rok            | 1869 | 1880 | 1890 | 1900 | 1910 | 1921 | 1930 | 1950 | 1961 | 1970 | 1980 | 1991 | 2001 | 2011 | 2021 |
| -------------- | ---- | ---- | ---- | ---- | ---- | ---- | ---- | ---- | ---- | ---- | ---- | ---- | ---- | ---- | ---- |
| Počet obyvatel | 55   | 54   | 59   | 58   | 54   | 53   | 41   | 45   | 41   | 30   | 20   | 16   | 23   | 20   | 27   |
| Počet domů     | 10   | 10   | 10   | 9    | 9    | 9    | 9    | 9    | 9    | 9    | 7    | 7    | 7    | 8    | 10   |

## Obecní správa
Při sčítání lidu v letech 1850–1963 Andělice byly osadou obce Svrčovec v okrese Sušice. Od roku 1964 jsou částí obce Dolany v okrese Klatovy.

## Galerie

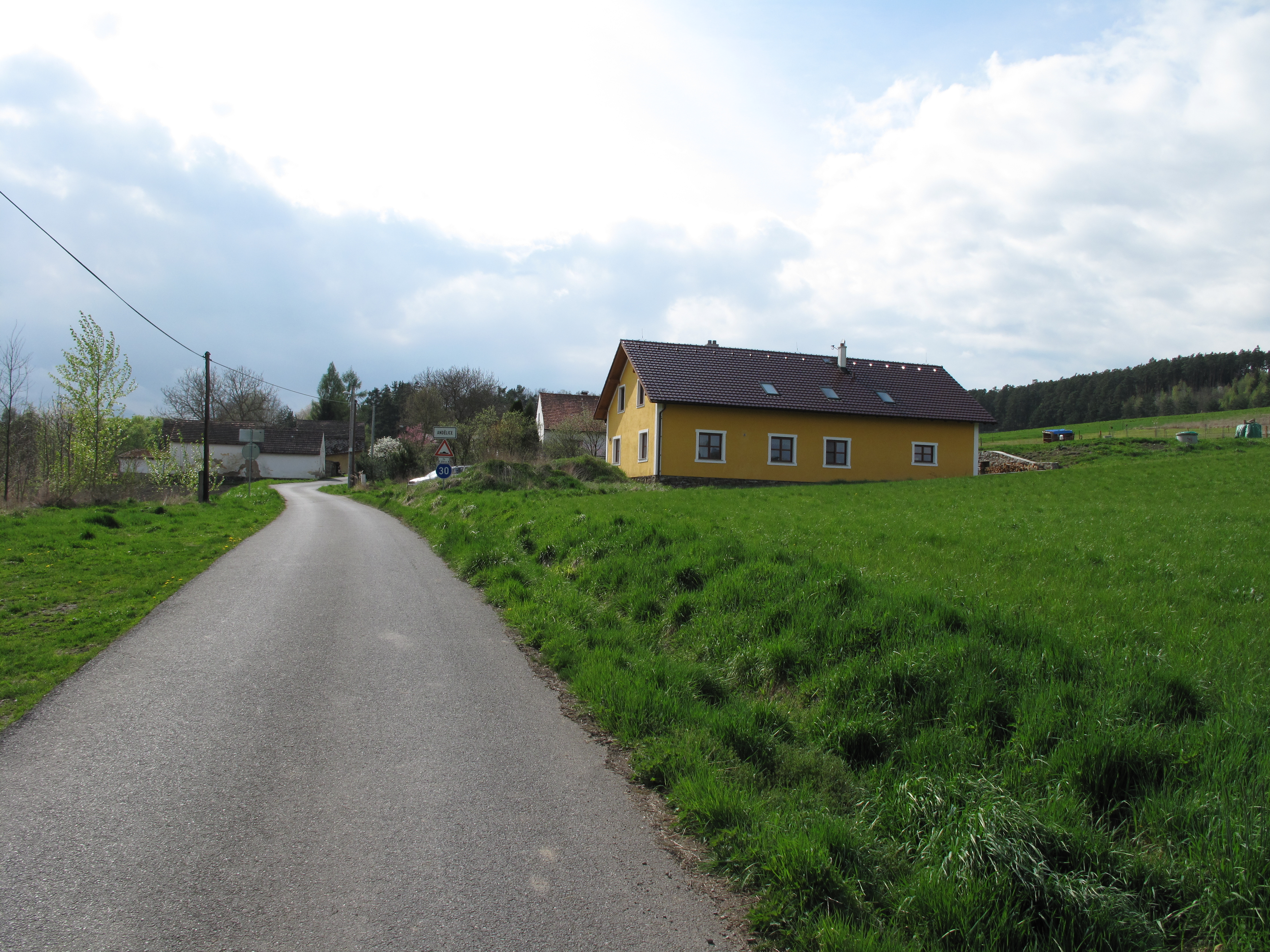
Cesta do Andělic
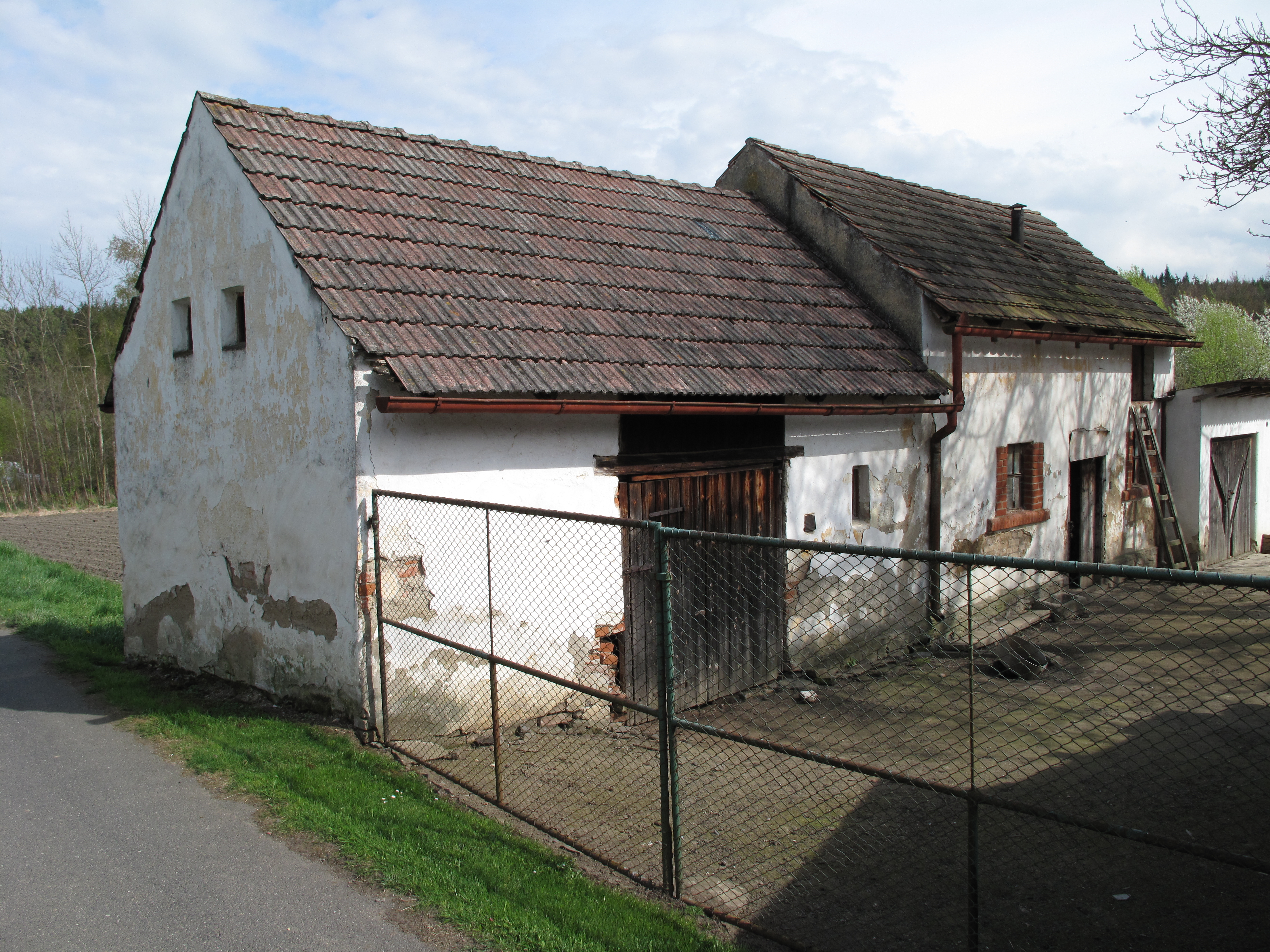
Stodola
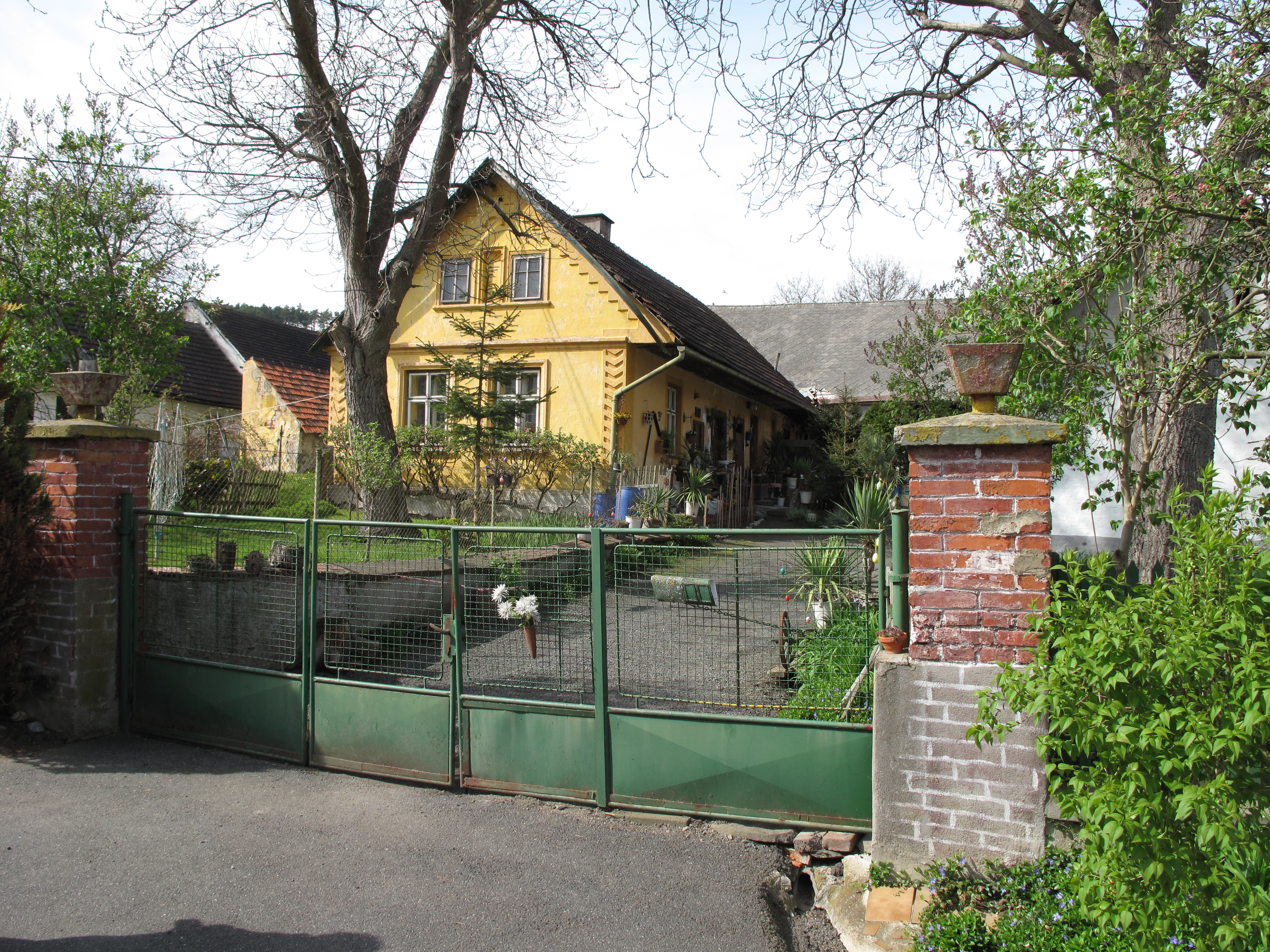
Stavení